# Радио Лагуна
Радио Ред је била београдска радио станица која се емитовала на фреквенцији 93,7 MHz. Основана је у новембру 2013. године и пословала је под окриљем издавачке куће Лагуна. У регистар дозвола РЕМ-а била је уписана као емитер целокупног програма са зоном простирања сигнала у региону града Београда. Седиште радија налазило се на Врачару, у Ресавској улици бр 33. Радио је званично угашен 25. септембар 2020 године и промењен у навив Ред у 21:45 а фреквенција је продата српском бизнисмену Жељку Митровићу.

## О радију
Станица емитује музички програм.

## Промена власништва
Дана 18. септембра 2020. године портал Директно.рс објавио је незваничну информацију да радио Лагуну купује Жељко Митровић, власник компаније РТВ Пинк. У тексту је наведено и да је ова радио-станица била позната као критички настројена према власти. Тачност те информације потврдили су Игор Бракус и Смиљан Бањац, аутори сатиричне емисије "Обавезно-необавезно", који су на друштвеним мрежама објавили да не желе да сарађују са Митровићем, па користе дане годишњег одмора док се аквизиција не обави, када планирају да дају отказ. Од 21. септембра 2020. радио је емитовао само музику и кратке прегледе вести, јер су своје ауторске емисије отказали и Зорана Минчић, Дејана Миловић Буха и Павле Вељковић.